# Телефонная марка

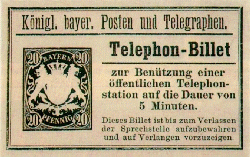
Телефонная марка Баварии (1891)

Телефо́нная ма́рка — знак оплаты, предназначенный для расчётов платы за телефон или подтверждения права купившего его лица на междугородний телефонный звонок из общедоступной телефонной кабинки почтового отделения.

## Описание и история
Телефонная марка обычно представляет собой небольшую карточку-билет с напечатанной почтовой или специальной маркой для оплаты телефонного звонка.
Телефонные марки выпускались в Баварии в 1883—1908 годах, во Франции в 1880—1906 годах, Австрии в 1880—1900 годах и некоторых других странах.
Помимо государственных телефонных марок, порой такие марки печатались частными телефонными компаниями.

## Примеры некоторых стран

### Австрия

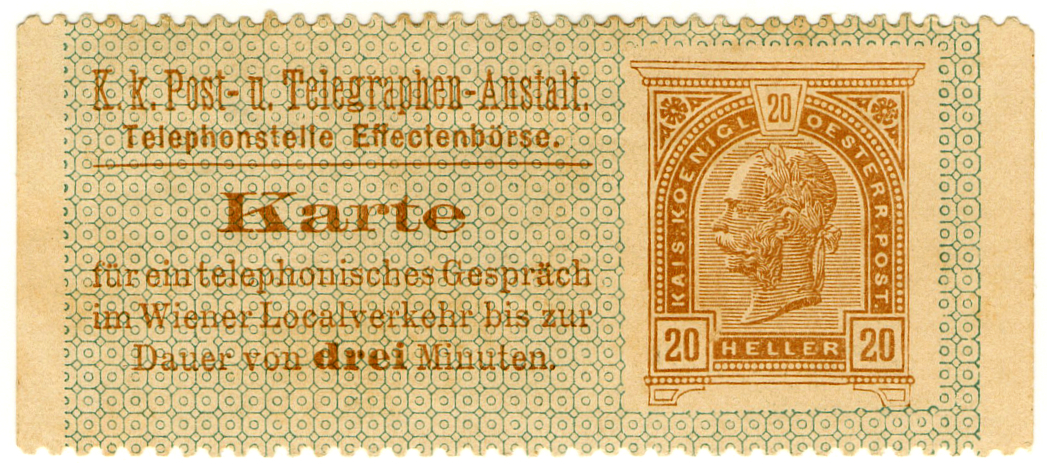
Австрийская телефонная марка для Вены на три минуты разговора по телефону (1900)

Эмитированные в Австрии в 1880—1900 годах «разговорные карточки» имели впечатанный знак оплаты.

### Бавария
В Баварии с 1891 (по другим данным — с 1883) года по 1908 год использовались «телефонные билеты» (нем. Telephon-Billet), на которых был напечатан знак оплаты с рисунком, идентичным рисунку на универсальных почтовых марках.

### Бельгия
В 1893 году в Бельгии были эмитированы восемь государственных телефонных марок (№ 1—8).

### Монако

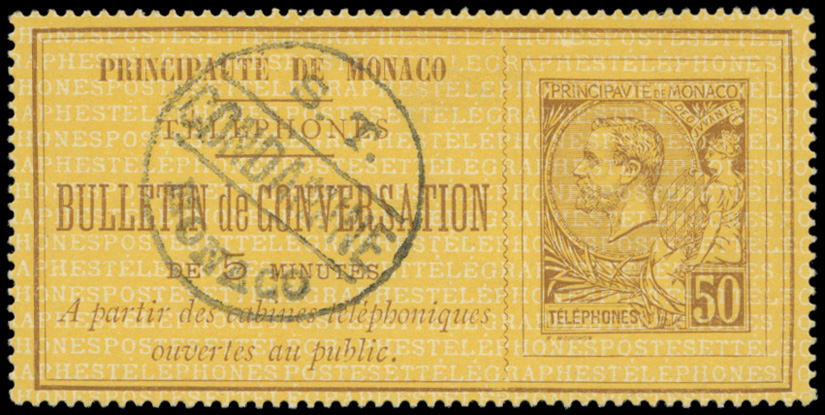
Телефонная марка Монако (около 1892)

### Франция

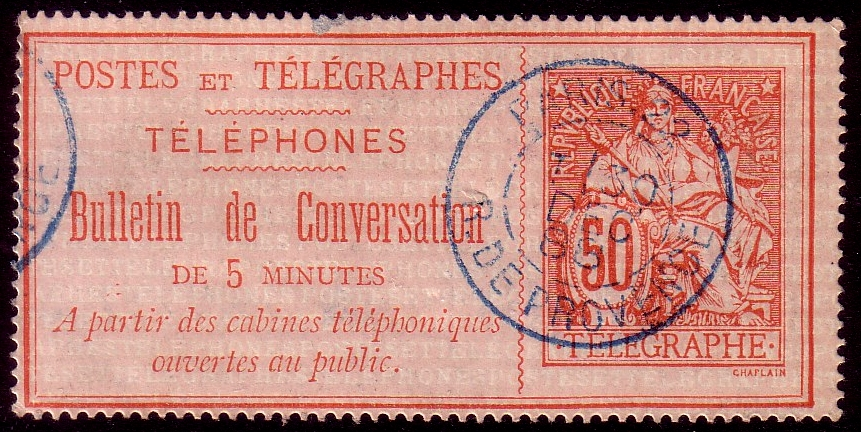
Телефонная марка Франции, погашенная в 1888 году

В Франции в период с 1885 (по другим данным — с 1880) по 1906 год в обращении находились карточки (фр. Bulletin de Conversation) с впечатанным знаком оплаты, напоминающим почтовую марку.